# Scherzino og barcarole
Scherzino og barcarole is een compositie van Niels Gade. De werkjes, een scherzo in Es majeur en een barcarole in F majeur kunnen samen dan wel apart uitgevoerd worden. Het zijn twee muzikale schetsen, die Gade schreef voor twee edities (nrs. 18 en 26 uit 1852) van  het tijdschrift Skolen og Hjemmet van Julius Christian Gerson. Gade gebruikte ook teksten van Gerson in zijn liederen.